# Ченцово (Кимрский район)
Ченцово — деревня в Кимрском районе Тверской области. Входит в состав Стоянцевского сельского поселения.

## География
Находится в юго-восточной части Тверской области на расстоянии приблизительно 32 км на запад-северо-запад по прямой от районного центра города Кимры в левобережной части района.

## История
Известна была с 1780-х годов как деревня из 12 дворов, бывшее церковное владение, 9 дворов в 1806 году. В 1859 году здесь (деревня Корчевского уезда Тверской губернии) было учтено 14 дворов, в 1887 — 20.

## Население
Численность населения: 40 человек (1780-е годы), 53 (1806), 108 (1859 год), 111 (1887), 3 (русские 100 %) 2002 году, 1 в 2010.